# 닛산 NV200 바네트
닛산 NV200 바네트는 일본의 닛산에서 생산 및 판매하는 LAV이다.

## 모델

### 닛산 NV200 바네트/NV200/에발리아
2009년에 출시되었으며, 일본에서는 기존의 바네트의 명칭을 계승하여 NV200 바네트라는 명칭으로 판매를 개시하였다. 그리고 동년 10월에는 유럽 지역에서도 판매가 시작되었으며, 일본 시장과는 달리 에발리아라는 명칭을 사용한다. 초기 물량은 일본에서 수입한 물량을 판매하였으나, 11월부터는 스페인에서 생산한 물량을 판매하였다. 2012년에는 e-NV200이라는 전기차 사양도 발매되었으며, 일본에서도 스페인 생산분을 역수입하는 형태로 2014년에 발매되었다. 그리고 동년에는 인도에서도 에발리아라는 명칭을 달고 생산을 시작하였지만, 판매 부진으로 2017년에 단종되었다. 2013년에는 북미 시장에서도 출시되었으며, 미국 뉴욕에서 택시로 운행되기도 하였다.  유럽 시장에서는 2018년 후반기에 르노 캉구 기반의 NV250의 출시로 인해 내연기관 모델의 판매가 중단되었으나, 전기차인 e-NV200은 계속 판매되고 있다.

### 미쓰비시 델리카 D:3
2011년에 미쓰비시 델리카 밴의 승합형 모델로 출시되었다. 델리카 D:2와 델리카 D:5의 사이에 위치하는 모델이며, 2000년부터 2006년까지 팔렸었던 미쓰비시 디온의 자리도 대체한다. 2012년에 마이너체인지를 거쳤으며, 2019년에 델리카 밴과 함께 판매가 종료되었다.

### 쉐보레 시티 익스프레스
2014년에 뱃지 엔지니어링하여 쉐보레 익스프레스의 아랫급 모델로 출시되었으며, 트림 체계는 LS와 LT로 편성되었다. 2018년에 낮은 판매량 및 타 제너럴 모터스 차량들과 낮은 부품 공유성으로 인해 판매가 중단되었다.